# Горан Радовановић (генерал)
Горан Радовановић (Зајечар, 14. октобар 1962) је пензионисани генерал-потпуковник Војске Србије. Бивши је ректор Универзитета одбране Србије и бивши Командант Гарде Војске Србије.

## Биографија
Рођен у Зајечару Република Србија где је завршио основну школу "Љуба Нешић" и Гимназију (природно-математички смер).
Ожењен је и отац двоје деце.

## Образовање
- Војна академија, 1984. године
- ПДС Ратне Вештине и КШУ 1993-1995. год.
- Школа Националне одбране 2000-2001. год.
- Магистрирао и докторирао на Војној Академији у области Војних наука

## Досадашње дужности
- Ректор Универзитета одбране, 2018-2022. год.
- Директор Инспектората одбране, 2013-2018. год.
- Заменик команданта здружене команде ГШ ВС 2012-2013. год.
- Заменик команданта и заступник команданта Команде за обуку, 2011. год.
- Командант Гарде, 2005-2011 год.
- Командант 12. артиљеријско ракетне бригаде ПВО 2001-2005. год.
- начелник ПВО Гардијске бригаде 1996-2000. год.
- командант дивизиона ПВО Гардијске бригаде Корпуса специјалних јединица 1993-1997. год.

## Унапређења у чинове
| Потпоручник | Поручник | Kапетан | Kапетан прве класе | Mајор | Потпуковник | Пуковник | Бригадни генерал | Генерал-мајор | Генерал-потпуковник |
| ----------- | -------- | ------- | ------------------ | ----- | ----------- | -------- | ---------------- | ------------- | ------------------- |
|             |          |         |                    |       |             |          |                  |               |                     |
| 1984.       | 1985.    | 1989.   | 1993.              | 1996. | 1999.       | 2001.    | 2009.            | 2012.         | 2019.               |